# Axel Teichmann
Axel Teichmann (* 14. Juli 1979 in Ebersdorf, Bezirk Gera) ist ein ehemaliger deutscher Skilangläufer und Sportsoldat der Bundeswehr. Als zweimaliger Weltmeister ist er der erfolgreichste deutsche Skilangläufer bei Nordischen Skiweltmeisterschaften.

## Werdegang

### Erste Anfänge
Aufgewachsen im Thüringer Schiefergebirge kam Teichmann wie viele Kinder und Jugendliche dieser Region frühzeitig mit dem nordischen Skisport in Berührung. Nachdem er in Lobenstein die Schule besucht hatte, wechselte er 1993 ans Sportgymnasium in Oberhof, wo er neben dem Skilanglauf anfangs auch Skispringen und Nordische Kombination betrieb. Nach dem Abitur, das er im Jahr 1998 mit der Note 1,2 ablegte, trat Teichmann als Sportsoldat in die Bundeswehr ein (Sportfördergruppe Oberhof) und führt den Dienstgrad Oberfeldwebel.

### Erste internationale Einsätze
Nach mehreren nationalen Titeln bei Jugend- und Juniorenmeisterschaften, sorgte Teichmann auch bei seinem ersten internationalen Einsatz, den Juniorenweltmeisterschaften 1997 in Canmore, mit Platz sechs über 10 Kilometer klassisch und Platz neun über 30 Kilometer Freistil für Aufsehen. In der Saison 1997/98 erreichte er den zweiten Platz der Gesamtwertung des Continental-Cups der Junioren, konnte aber bei den Juniorenweltmeisterschaften im schweizerischen Pontresina die guten Ergebnisse des Vorjahres nicht bestätigen und belegte über 10 Kilometer Freistil den 10. Platz und über 30 Kilometer klassisch den 16. Platz. Mit der deutschen Staffel wurde er Sechster. Seinen ersten Start im Seniorenbereich hatte Teichmann beim Continental-Cup in Brusson im Dezember 1998, wo er mit Platz eins über 15 Kilometer klassisch und Platz zwei über 10 Kilometer Freistil sein großes Potential aufzeigte. Folgerichtig wurde er für seinen ersten Einsatz im Skilanglauf-Weltcup nominiert. Beim Sprintweltcup in Garmisch-Partenkirchen qualifizierte er sich auch prompt für die Finalläufe und sammelte als 25. seine ersten Weltcup-Punkte. So kam es auch nicht überraschend, dass Teichmann bei den Juniorenweltmeisterschaften 1999 im österreichischen Saalfelden die Goldmedaille über 10 Kilometer klassisch vor dem Schweden Mathias Algren und Jens Filbrich gewinnen konnte. Mit dem deutschen Team konnte er diesen Erfolg im Staffelwettbewerb wiederholen. Nach diesen Erfolgen wurde Teichmann erneut im Weltcup eingesetzt und wusste als 17. über 10 Kilometer Freistil in Seefeld wiederholt zu überzeugen. Da sich der deutsche Langlauf Ende der 1990er Jahre eher in einer Krise befand, wurde der erfolgreiche Junior Teichmann auch für die Senioren-Weltmeisterschaften 1999 in Ramsau am Dachstein nominiert. Über 10 Kilometer klassisch belegte er als bester deutscher Langläufer den 35. Platz. Mit dem deutschen Team schrammte er als Vierter knapp an seiner ersten Medaille vorbei.
In der Saison 1999/00 wurde Teichmann dann zu einem festen Mitglied der deutschen Weltcupmannschaft. Dabei gelangen ihm in seinem ersten Jahr Achtungserfolge wie der achte Platz beim Sprintwettbewerb in Stockholm. Der Anschluss an die Weltspitze schaffte Teichmann dann in der darauffolgenden Weltcup-Saison als er in beim 20-Kilometer-Verfolgungswettbewerb in Brusson Fünfter wurde und im Sprint in Engelberg den sechsten Platz ersprinten konnte. Bei den Nordischen Skiweltmeisterschaften 2001 im finnischen Lahti belegte er sowohl über die 15 Kilometer klassisch als auch im Verfolgungswettbewerb den 14. Platz. Beim Training stieß er während der Weltmeisterschaften mit einem Betreuer zusammen und verletzte sich am Arm, so dass er nicht für die Staffel nominiert werden konnte, die später Silber gewann. Am Ende der Saison platzierte er sich mit Platz 24 erstmals unter den besten 30 Athleten des Gesamtweltcups. Die Olympiasaison 2001/02 verlief für Teichmann wie eine Achterbahn. Guten Resultaten wie dem fünften und sechsten Platz über 15 Kilometer klassisch bzw. Freistil in Davos und Brusson folgten Plätze weit außerhalb der Weltcuppunkte wie der 50. Platz über 30 Kilometer klassisch im Val di Fiemme. So waren auch die Ergebnisse, die er bei den Olympischen Winterspielen 2002 in Salt Lake City erzielen konnte, eher mittelmäßig. Er belegte über 30 Kilometer Freistil (Massenstart) den 19. Platz, über 15 Kilometer klassisch den 14. Platz und im Verfolgungswettbewerb den 38. Platz. Am Sprintwettbewerb konnte er aufgrund einer Erkrankung nicht teilnehmen. Nachdem Bundestrainer Jochen Behle ihn nicht für den Staffelwettbewerb nominiert hatte, dachte Teichmann kurzfristig daran, seine sportliche Laufbahn zu beenden und sich intensiver seinem Studium zu widmen.

### Internationale Erfolge ab 2002
Dass die Entscheidung gegen das Studium die richtige war, zeigte sich in der Saison 2002/03. Teichmann, der sich nun intensiver auf seinen Sport konzentrierte, gelang gleich zu Beginn der Weltcupsaison über 15 Kilometer klassisch in Kuusamo mit Platz drei erstmals der Sprung auf das Siegerpodest. Knapp einen Monat später folgte im Verfolgungswettbewerb in Ramsau am Dachstein sein erster Weltcupsieg. Dies war der erste Weltcupsieg eines Deutschen seit 13 Jahren. Auch in Kawgolowo bestieg er als Dritter über 10 Kilometer Freistil das Podest. So fuhr Teichmann als einer der Favoriten auf den Distanzen der klassischen Technik zu den Nordischen Skiweltmeisterschaften 2003 ins Val di Fiemme. In seiner Lieblingsdisziplin gelang Teichmann ein Erfolg, der einem deutschen Langläufer zuletzt 1974 gelungen war. 29 Jahre nach Gerhard Grimmer gewann Teichmann den Weltmeistertitel vor Jaak Mae und Frode Estil. Auch im Verfolgungswettbewerb kam er mit der Spitzengruppe ins Ziel, musste sich aber nach einem Sturz am letzten Anstieg im Schlussspurt mit Platz fünf begnügen. Im Staffelwettbewerb gewann er zusammen mit Jens Filbrich, Andreas Schlütter, René Sommerfeldt die Silbermedaille. Schlussläufer Teichmann musste sich im Schlussspurt nur dem mehrfachen Olympiasieger und Weltmeister Thomas Alsgaard aus Norwegen geschlagen geben. Seine bisher beste Saison beendete er als Vierter im Gesamtweltcup. Auch in der Saison 2003/04 mischte Teichmann in der Weltspitze mit. Er errang seinen zweiten Weltcupsieg im Verfolgungswettbewerb von Kuusamo und zwei weitere Podiumsplatzierungen in Beitostølen und Ramsau. Mit der deutschen Mannschaft gewann er des Weiteren drei Staffelwettbewerbe im Weltcup. Im Gesamtweltcup, den mit René Sommerfeldt erstmals ein deutscher Langläufer gewann, belegte er mit Platz fünf wieder einen Platz unter den Top Ten der besten Skilangläufer des gesamten Winters.
Die Saison 2004/05 sollte zur erfolgreichsten Weltcupsaison des Oberhofers werden. Gleich zu Beginn des Winters siegte er in Gällivare und Kuusamo jeweils über die Distanz von 15 Kilometer klassisch. Hinzu kamen noch weitere fünf Top-Ten-Platzierungen, so dass er als Weltcup-Spitzenreiter und Topfavorit zu den Nordischen Skiweltmeisterschaften 2005 im heimischen Oberstdorf anreiste. Kurz vor den Weltmeisterschaften erkrankte er jedoch an einer schweren Erkältung, so dass er nicht in Vollbesitz seiner Kräfte die ersten Wettkämpfe bestreiten konnte. Erst kurz vor dem Rennen entschied er sich am 15 Kilometer-Freistil-Wettbewerb teilzunehmen, den er als Titelverteidiger mit Platz sieben beendete. Im Verfolgungswettbewerb musste er frühzeitig schon in der klassischen Technik abreißen lassen und beendete den Wettbewerb auf Platz 30. Erst im Staffelwettbewerb fand Teichmann zu seiner Form zurück. Als Schlussläufer, der von Tobias Angerer mit einem Rückstand von ca. anderthalb Minuten auf die führenden Norweger auf Position vier liegend auf die Strecke geschickt wurde, lief er mit Abstand die schnellste Zeit aller Läufer auf seiner Runde und konnte für das deutsche Team im Sprint gegen Russland sogar noch auf den Silberrang vorlaufen. Dass er wieder zu seiner Stärke zurückgefunden hatte, zeigte Teichmann dann einen Tag später auch im Teamsprint, bei dem er zusammen mit Jens Filbrich ebenfalls die Silbermedaille hinter Norwegen ersprinten konnte. Die Erkältung, die sich Teichmann vor den Weltmeisterschaften zugezogen hatte, zwang ihn auch anschließend zu einer weiteren Wettkampfpause, so dass er sieben Weltcups verpasste und sein Vorsprung in der Gesamtwertung immer geringer wurde. Zum letzten Rennen in Falun trat er jedoch wieder an und sicherte sich mit Platz sieben im Verfolgungswettbewerb souverän den Sieg im Gesamtweltcup vor dem Franzosen Vincent Vittoz.

### Neustart und Karriereende
Die Saison 2005/06 begann – wie die letzte Saison aufgehört hatte – mit einer Erkrankung Teichmanns, so dass er nicht am Weltcupauftakt in Düsseldorf teilnehmen konnte. Einem zweiten Platz hinter Tobias Angerer beim Verfolgungswettkampf im kanadischen Vernon folgten jedoch Platzierungen um Platz 30 und weitere Wettkampfpausen aufgrund gesundheitlicher Probleme. Kurz vor den Olympischen Winterspielen 2006 in Turin zeigte Teichmann mit Platz 13 über 15 Kilometer klassisch in Davos wieder aufsteigende Form. Aber kurz vor Beginn der olympischen Wettkämpfe wurde er erneut von gesundheitlichen Problemen heimgesucht. Aufgrund einer akuten Haarwurzelentzündung am linken Oberschenkel, die sich zu einem Abszess ausweitete und bei Teichmann Fieber und Schüttelfrost verursachte, musste er sich einer Operation unterziehen und konnte an keinem der Wettbewerbe teilnehmen. Nach der erfolgreichen Operation reiste Teichmann nach Turin, um seine Mannschaftskameraden neben der Strecke technisch und moralisch zu unterstützen. Auch nach Ende der Saison riss Teichmanns Pechsträhne nicht ab, im Juni 2006 zog er sich beim Fußballspielen einen mehrfachen Bänderriss und einen Riss der Sprunggelenkskapsel zu, und konnte so zunächst nur mit einem Spezial-Rollstuhl trainieren. Trotz der schweren Verletzung im Sommer startete er mit drei Podiumsplatzierungen in die Saison 2006/07 und zählte zu den Favoriten der erstmals ausgetragenen Tour de Ski. Als sein Teamkamerad Tobias Angerer, der als Weltcupgesamtsieger der letzten Saison ebenfalls zum Favoritenkreis zählte, auf der zweiten Etappe in Oberstdorf stürzte, ließ sich Teichmann zurückfallen und führte Angerer wieder an die Spitze heran. Während Angerer am Ende der Tour triumphieren konnte, musste Teichmann einen krankheitsbedingten Rückschlag verkraften und trat zur dritten Etappe aufgrund eines erneuten grippalen Infekts nicht mehr an. Beim Weltcup in Otepää meldete er sich mit einem Sieg über 15 Kilometer klassisch eindrucksvoll zurück. Bei seinem ersten Einsatz bei den Nordischen Skiweltmeisterschaften 2007 in Sapporo verpasste er beim Teamsprint zusammen mit Tobias Angerer als Vierter knapp eine Medaille. Einen Tag später kann das Duo jedoch beim Verfolgungswettkampf einen Doppelsieg feiern. Teichmann hatte die größeren Reserven und besiegte Angerer im Sprint; er war damit der erste deutsche Skilangläufer, der zwei Weltmeistertitel gewinnen konnte. Der Wettbewerb über 15 Kilometer Freistil war durch starken Schneefall geprägt, der vor allem die Gruppe der besten Läufer beeinträchtigte. Angerer belegte als bester Läufer der hinteren Startergruppe den dritten Platz. Teichmann, der eigentlich als Fünfter ins Ziel kam, wurde nach der nachträglichen Disqualifikation des Österreichers Johannes Eder aufgrund einer durch das CAS 2008 bestätigten lebenslangen Dopingsperre der vierte Platz zugesprochen. Auch beim abschließenden Staffelwettbewerb blieb für die deutsche Staffel nur der vierte Platz. Schon während der Saison klagte Teichmann des Öfteren über Rückenschmerzen und ließ sich nach den Weltmeisterschaften genauer untersuchen. Dabei wurde ein mittelschwerer Bandscheibenvorfall diagnostiziert, so dass er sich noch vor Ende der Saison einer Operation unterzog.
Auch zu Beginn der Saison 2007/08 musste Teichmann den Weltcupauftakt in Düsseldorf aufgrund einer Erkältung absagen. Aber schon bei der zweiten Weltcupstation in Beitostølen zeigte er, dass er den Bandscheibenvorfall überwunden hatte und siegte über 15 Kilometer Freistil vor Lukáš Bauer. In Davos feierte er über 15 Kilometer klassisch seinen zweiten Saisonsieg, so dass er als Zweiter der Weltcupgesamtwertung hinter Bauer in seine zweite Tour de Ski startete. Beim Prolog gelang es ihm mit Platz zwei auch noch, seiner Favoritenrolle gerecht zu werden. Aber schon im anschließenden Verfolgungswettbewerb fiel er auf Platz 32 zurück. Auf der vierten Etappe konnte er sich zwar wieder auf den zehnten Platz vorarbeiten, stürzte aber während des Rennens und verletzte sich am Daumen. Durch die Verletzung gehandicapt unterstützte er dann im weiteren Verlauf der Tour René Sommerfeldt und belegte selbst am Ende den 13. Platz. Auch die restliche Saison verlief für Teichmann eher enttäuschend. Zum erstmals ausgetragenen Weltcupfinale konnte er wegen erneuter gesundheitlicher Probleme nicht antreten und beendete die Saison vorzeitig. Die Saison 2008/09 begann ebenfalls eher durchwachsen mit Plätzen weit außerhalb der Top Ten. Beim Weltcup in Davos jedoch konnte er über seine Lieblingsdistanz von 15 Kilometer klassisch den zweiten Platz hinter Johan Olsson erkämpfen. Und zum Auftakt der Tour de Ski 2008/09 siegte er beim Prolog in seinem Heimatort Oberhof mit einer beeindruckenden Leistung deutlich vor Dario Cologna. Auch im anschließenden Verfolgungswettbewerb wusste er mit Platz zwei zu überzeugen. Nach zwei weiteren Siegen auf der vierten Etappe über 15 Kilometer klassisch und der sechsten Etappe über 20 Kilometer klassisch (Massenstart) ging er als Zweiter hinter dem führenden Schweizer Dario Cologna auf die letzte Etappe. Es gelang ihm jedoch nicht Cologna zu gefährden. Stattdessen verlor er im Spurt gegen den Norweger Petter Northug seinen zweiten Platz und beendete die Tour als Dritter. Bei den Nordischen Skiweltmeisterschaften 2009 in Liberec gewann Axel Teichmann zusammen mit Tobias Angerer die Silbermedaille im Teamsprint hinter dem Team Johan Kjølstad und Ola Vigen Hattestad aus Norwegen. Zusammen mit Tobias Angerer, Franz Göring und Jens Filbrich gewann er Silber im 4 × 10-km-Rennen, knapp geschlagen im Schlusssprint von Petter Northug.
Das Duell Axel Teichmann gegen Petter Northug fand auch bei den Olympischen Spielen 2010 in Vancouver seine Fortsetzung. Im Teamsprint ging Teichmann mit Tim Tscharnke an den Start. Vor dem letzten Wechsel konnte sich der Tim Tscharnke deutlich absetzen und übergab mit einem Vorsprung von 2,6 Sekunden an Teichmann. Northug gelang es jedoch seine Sprintstärke erneut auszuspielen und Teichmann kurz vor dem Ziel einzuholen und zu überholen. Teichmann konnte sich aber knapp gegen den Russen Alexej Petuchow behaupten und die Silbermedaille für das deutsche Team sichern. Beim traditionellen 50-Kilometer-Rennen in der klassischen Technik zeigte Teichmann eine außerordentliche Leistung. Ihm gelang es, sich am letzten Anstieg von der Spitzengruppe zu lösen. Northug konnte jedoch erneut den Rückstand in der Abfahrt reduzieren und gewann wie einige Tage zuvor im Teamsprint das Duell auf der Zielgeraden gegen Teichmann. Axel Teichmann ist seit Gert-Dietmar Klause der erste deutsche Langläufer überhaupt, der auf den 50 Kilometern eine olympische Medaille erringen konnte. Zu Beginn der Saison 2009/10 konnte Teichmann nur mäßige Resultate verbuchen. Aber schon bei der Tour de Ski 2009/10 überzeugte er beim Auftakt mit zwei dritten Plätzen. Auf der letzten Etappe fiel er jedoch vom dritten auf den siebenten Gesamtrang zurück. Er beendete die Saison als 37. im Gesamtweltcup. Zum Auftakt der Saison 2010/11 überzeugte Teichmann als Fünfter über 10 Kilometer klassisch in Kuusamo. Bei Temperaturen bis zu minus 22 Grad klagte er jedoch nach dem Rennen über Lungenprobleme und sagte die weiteren Starts in Kuusamo ab, zog sich aber dennoch eine Erkältung zu, die ihn zu einer längeren Wettkampfpause zwang. Bei den Weltmeisterschaften 2011 in Oslo gewann er mit der deutschen Staffel die Bronzemedaille.
In den folgenden Jahren konnte Teichmann nur noch selten Spitzenplatzierungen erzielen. Am 30. Dezember 2011 gewann er bei der Tour de Ski das Verfolgungsrennen in Oberhof. Im Februar 2013 erreichte er beim Teamsprint in Sotschi den dritten und beim 15-km-Freistilrennen in Davos den vierten Platz. Bei den Weltmeisterschaften 2013 im Val di Fiemme wurde er Neunter über 15 Kilometer im freien Stil. Zum Abschluss seiner Karriere nahm Teichmann an den Olympischen Spielen 2014 in Sotschi teil. Über 15 Kilometer im klassischen Stil gelang ihm mit dem achten Rang noch einmal eine Platzierung unter den besten Zehn.

## Erfolge

### Medaillen bei Olympischen Winterspielen
- 2010 in Vancouver: Silber im Teamsprint, Silber über 50 km klassisch

### Medaillen bei Weltmeisterschaften
- 2003 im Val di Fiemme: Gold über 15 km klassisch, Silber mit der Staffel
- 2005 in Oberstdorf: Silber im Teamsprint, Silber mit der Staffel
- 2007 in Sapporo: Gold im Skiathlon
- 2009 in Liberec: Silber mit der Staffel
- 2011 in Oslo: Bronze mit der Staffel

### Siege bei Weltcuprennen

#### Weltcupsiege im Einzel
| Nr. | Datum             | Ort            | Disziplin                       |
| --- | ----------------- | -------------- | ------------------------------- |
| 1.  | 21. Dezember 2002 | Ramsau         | 2 × 10 km Skiathlon             |
| 2.  | 30. November 2003 | Kuusamo        | 2 × 15 km Skiathlon             |
| 3.  | 20. November 2004 | Gällivare      | 15 km klassisch Individualstart |
| 4.  | 28. November 2004 | Kuusamo        | 15 km klassisch Individualstart |
| 5.  | 11. Dezember 2004 | Lago di Tesero | 2 × 15 km Skiathlon             |
| 6.  | 27. Januar 2007   | Otepää         | 15 km klassisch Individualstart |
| 7.  | 24. November 2007 | Beitostølen    | 15 km Freistil Individualstart  |
| 8.  | 8. Dezember 2007  | Davos          | 15 km klassisch Individualstart |

#### Etappensiege bei Weltcuprennen
| Nr. | Datum             | Ort           | Disziplin                       | Rennen              |
| --- | ----------------- | ------------- | ------------------------------- | ------------------- |
| 1.  | 27. Dezember 2008 | Oberhof       | 3,75 km Freistil Prolog         | Tour de Ski 2008/09 |
| 2.  | 31. Dezember 2008 | Nové Město    | 15 km klassisch Individualstart | Tour de Ski 2008/09 |
| 3.  | 3. Januar 2009    | Val di Fiemme | 20 km klassisch Massenstart     | Tour de Ski 2008/09 |
| 4.  | 20. März 2009     | Falun         | 3,3 km Freistil Prolog          | Weltcup-Finale 2009 |
| 5.  | 30. Dezember 2011 | Oberhof       | 15 km Verfolgung klassisch 1    | Tour de Ski 2011/12 |

#### Weltcupsiege im Team
| Nr. | Datum             | Ort         | Disziplin                         |
| --- | ----------------- | ----------- | --------------------------------- |
| 1.  | 23. November 2003 | Beitostølen | 4 × 10 km Staffel 2               |
| 2.  | 11. Januar 2004   | Otepää      | 4 × 10 km Staffel 3               |
| 3.  | 15. Februar 2004  | Oberstdorf  | 6 × 1,2 km Teamsprint Freistil 4  |
| 4.  | 22. Februar 2004  | Umeå        | 4 × 10 km Staffel 5               |
| 5.  | 21. November 2004 | Gällivare   | 4 × 10 km Staffel 2               |
| 6.  | 23. Januar 2005   | Pragelato   | 6 × 1,5 km Teamsprint klassisch 4 |
| 7.  | 20. November 2005 | Beitostølen | 4 × 10 km Staffel 3               |
| 8.  | 19. November 2006 | Gällivare   | 4 × 10 km Staffel 6               |

### Siege bei Continental-Cup-Rennen
| Nr. | Datum             | Ort        | Disziplin       | Serie           |
| --- | ----------------- | ---------- | --------------- | --------------- |
| 1.  | 20. Dezember 1998 | Brusson    | 15 km klassisch | Continental Cup |
| 2.  | 5. Januar 2002    | Furtwangen | 10 km klassisch | Continental Cup |

### Medaillen bei nationalen Meisterschaften
| Deutsche Meisterschaften | Deutsche Meisterschaften | Deutsche Meisterschaften   | Deutsche Meisterschaften |
| ------------------------ | ------------------------ | -------------------------- | ------------------------ |
| Silber                   | 2002 Baiersbronn         | Silber über 10 km Freistil |                          |
| Silber                   | 2002 Baiersbronn         | Silber im Teamsprint       |                          |
| Gold                     | 2004 Oberwiesenthal      | Gold über 10 km            |                          |
| Silber                   | 2004 Oberwiesenthal      | Silber im Skiathlon        |                          |
| Gold                     | 2005 Baiersbronn         | Gold im Teamsprint         |                          |
| Gold                     | 2005 Oberhof             | Gold im Skiathlon          |                          |
| Silber                   | 2005 Oberhof             | Silber mit der Staffel     |                          |
| Bronze                   | 2006 Fischen             | Bronze mit der Staffel     |                          |
| Silber                   | 2007 Oberstdorf          | Silber im Sprint           |                          |
| Silber                   | 2008 Oberwiesenthal      | Gold im Teamsprint         |                          |
| Gold                     | 2012 Oberwiesenthal      | Gold über 10 km klassisch  |                          |
| Silber                   | 2013 Finsterau           | Silber im Teamsprint       |                          |

## Statistik

### Teilnahmen an Weltmeisterschaften und Olympischen Winterspielen

#### Olympische Spiele
- 2002 Salt Lake City: 14. Platz 15 km klassisch, 19. Platz 30 km Freistil Massenstart, 38. Platz 20 km Verfolgung
- 2010 Vancouver: 2. Platz Teamsprint Freistil, 2. Platz 50 km klassisch Massenstart, 6. Platz Staffel, 44. Platz 15 km Freistil
- 2014 Sotschi: 8. Platz 15 km klassisch, 9. Platz Staffel, 22. Platz 30 km Skiathlon, 39. Platz 50 km Freistil Massenstart

#### Nordische Skiweltmeisterschaften
- 1999 Ramsau: 4. Platz Staffel, 34. Platz 10 km klassisch
- 2001 Lahti: 14. Platz 15 km klassisch, 14. Platz 20 km Verfolgung
- 2003 Val di Fiemme: 1. Platz 15 km klassisch, 2. Platz Staffel, 5. Platz 2 × 10 km Skiathlon
- 2005 Oberstdorf: 2. Platz Staffel, 2. Platz Teamsprint Freistil, 7. Platz 15 km Freistil, 30. Platz 30 km Skiathlon
- 2007 Sapporo: 1. Platz 30 km Skiathlon, 4. Platz Teamsprint Freistil, 4. Platz Staffel, 4. Platz 15 km Freistil
- 2009 Liberec: 2. Platz Staffel, 2. Platz Teamsprint klassisch, 30. Platz 30 km Skiathlon, 38. Platz 15 km klassisch
- 2011 Oslo: 3. Platz Staffel, 13. Platz 15 km klassisch
- 2013 Val di Fiemme: 7. Platz Staffel, 9. Platz Teamsprint Freistil, 9. Platz 15 km Freistil, 23. Platz Sprint klassisch

### Platzierungen im Weltcup

#### Weltcup-Statistik
Die Tabelle zeigt die erreichten Platzierungen im Einzelnen.
- 1.–3. Platz: Anzahl der Podiumsplatzierungen
- Top 10: Anzahl der Platzierungen unter den ersten zehn
- Punkteränge: Anzahl der Platzierungen innerhalb der Punkteränge
- Starts: Anzahl gelaufener Rennen in der jeweiligen Disziplin
- Hinweis: Bei den Distanzrennen erfolgt die Einordnung gemäß FIS.

| Platzierung         | Distanzrennen a | Distanzrennen a | Distanzrennen a | Distanzrennen a | Distanzrennen a | Skiathlon Verfolgung | Sprint | Etappen- rennen b | Gesamt | Team c | Team c  |
| Platzierung         | ≤ 5 km          | ≤ 10 km         | ≤ 15 km         | ≤ 30 km         | > 30 km         | Skiathlon Verfolgung | Sprint | Etappen- rennen b | Gesamt | Sprint | Staffel |
| ------------------- | --------------- | --------------- | --------------- | --------------- | --------------- | -------------------- | ------ | ----------------- | ------ | ------ | ------- |
| 1. Platz            |                 |                 | 5               |                 |                 | 3                    |        |                   | 8      | 2      | 6       |
| 2. Platz            |                 | 1               | 2               |                 |                 | 1                    |        |                   | 4      | 2      | 2       |
| 3. Platz            |                 | 1               | 3               | 1               |                 | 2                    |        | 1                 | 8      | 2      | 5       |
| Top 10              |                 | 2               | 28              | 2               |                 | 8                    | 7      | 2                 | 49     | 8      | 24      |
| Punkteränge         |                 | 8               | 46              | 6               | 3               | 15                   | 30     | 3                 | 111    | 9      | 26      |
| Starts              |                 | 13              | 56              | 14              | 6               | 17                   | 50     | 7                 | 163    | 9      | 26      |
| Stand: Karriereende |                 |                 |                 |                 |                 |                      |        |                   |        |        |         |

#### Weltcup-Gesamtplatzierungen
| Saison    | Gesamt | Gesamt | Distanz | Distanz | Sprint | Sprint |
| Saison    | Punkte | Platz  | Punkte  | Platz   | Punkte | Platz  |
| --------- | ------ | ------ | ------- | ------- | ------ | ------ |
| 1998/99   | 14     | 76.    | –       | –       | 20     | 67.    |
| 1999/2000 | 66     | 57.    | –       | –       | 56     | 29.    |
| 2000/01   | 208    | 24.    | –       | –       | 87     | 23.    |
| 2001/02   | 120    | 43.    | –       | –       | 7      | 67.    |
| 2002/03   | 441    | 4.     | –       | –       | 74     | 24.    |
| 2003/04   | 575    | 5.     | 495     | 4.      | 80     | 22.    |
| 2004/05   | 584    | 1.     | 552     | 1.      | 32     | 36.    |
| 2005/06   | 220    | 24.    | 220     | 15.     | –      | –      |
| 2006/07   | 262    | 18.    | 217     | 10.     | 45     | 37.    |
| 2007/08   | 543    | 8.     | 374     | 8.      | 89     | 29.    |
| 2008/09   | 724    | 6.     | 445     | 6.      | 39     | 49.    |
| 2009/10   | 541    | 7.     | 319     | 10.     | 78     | 36.    |
| 2010/11   | 133    | 49.    | 133     | 30.     | –      | –      |
| 2011/12   | 165    | 51.    | 156     | 31.     | 9      | 85.    |
| 2012/13   | 76     | 61.    | 70      | 45.     | 6      | 95.    |
| 2013/14   | 56     | 84.    | 56      | 50.     | –      | –      |

## Auszeichnungen
- Seit April 2010 Träger des Silbernen Lorbeerblatts[28]
- Gewinner des Goldenen Ski Langlauf Herren 2003 und 2005[29]
- Thüringens Sportler des Jahres 2007[30]
- Am 2. Mai 2003 wurde Teichmann auf Grund seiner großen sportlichen Erfolge zum Ehrenbürger der Stadt Bad Lobenstein ernannt[31]

## Privates
Teichmann lebt zusammen mit seiner Frau Steffi und den 2010 und 2012 geborenen Kindern in Bad Lobenstein.